# Henri Cordesse
Henri Cordesse, né le 31 janvier 1910 à La Capelle (Lozère), mort le 12 août 2001 à Montpellier, est un résistant et un homme politique français.

## Biographie
Instituteur dans son département d'origine et syndicaliste de la CGT avant guerre, il s'engage très tôt dans la Résistance : il fait notamment partie des organisateurs du soutien au maquis d'Allemands antifascistes de Bonnecombe, sur l'Aubrac. Il passe dans la clandestinité après l'arrestation de plusieurs grands résistants lozériens à Marvejols. Après l'arrestation de Henri Bourrillon, il devient le chef politique de la résistance lozérienne. Il est nommé préfet de Lozère à la libération du département en août 1944 et ce jusqu'à sa démission en septembre 1946. Durant son passage à la Préfecture, il réorganise notamment le ravitaillement, l'éducation, et la reconstruction du département. 
Très engagé à gauche, il est amené à quitter la préfecture en 1946, et est nommé inspecteur de l'Éducation nationale. Après l'indépendance de l'Algérie, il contribue à la reconstruction du système éducatif algérien. Toujours resté proche des communistes, il demeure une figure emblématique de la gauche laïque lozérienne et languedocienne jusqu'à sa mort, tout en portant le message de la Résistance dans les écoles.
Une place est à son nom à Marvejols.
Sa femme Hélène Cordesse meurt le 14 mars 2011 à 102 ans. Elle s'est également engagée dans la résistance, et est passée dans la clandestinité avec leur fille Nicole, peu de temps après son mari. Elle a notamment été cachée à l'hôpital psychiatrique de Saint-Alban, haut lieu de la résistance lozérienne et du Massif central, et l'un des très rares hôpitaux psychiatriques à avoir protégé ses malades durant la guerre.
Hélène et Henri Cordesse ont été nommés « Justes de France » en raison de leur action pour sauver des enfants juifs lorsqu'ils étaient au poste d'instituteur à Chirac

## Ouvrages
- Histoire de la résistance en Lozère : 1940-1944, Montpellier, 1974
- La Libération en Lozère : 1944-1945, Montpellier, 1977